# NGC 1424
NGC 1424 (również PGC 13664) – galaktyka spiralna z poprzeczką (SBb), znajdująca się w gwiazdozbiorze Erydanu. Odkrył ją 8 grudnia 1850 roku Bindon Stoney – asystent Williama Parsonsa.